# Christinna Pedersen
Christinna Pedersen (Aalborg, 12 de mayo de 1986) es una deportista danesa que compite en bádminton, en las modalidades de dobles y dobles mixto.
Participó en dos Juegos Olímpicos de Verano, obteniendo dos medallas: bronce en Londres 2012, en dobles mixto (junto con Joachim Fischer Nielsen), y plata en Río de Janeiro 2016, en dobles (con Kamilla Rytter Juhl).
Ganó cinco medallas en el Campeonato Mundial de Bádminton entre los años 2009 y 2017, y ocho medallas en el Campeonato Europeo de Bádminton entre los años 2012 y 2018.
Es públicamente lesbiana y mantiene una relación con su compañera de equipo Kamilla Rytter Juhl.

## Palmarés internacional
| Juegos Olímpicos   | Juegos Olímpicos           | Juegos Olímpicos  | Juegos Olímpicos |
| Año                | Lugar                      | Medalla           | Prueba           |
| ------------------ | -------------------------- | ----------------- | ---------------- |
| 2012               | Londres (Reino Unido)      | Medalla de bronce | Dobles mixto     |
| 2016               | Río de Janeiro (Brasil)    | Medalla de plata  | Dobles           |
| Campeonato Mundial |                            |                   |                  |
| Año                | Lugar                      | Medalla           | Prueba           |
| 2009               | Hyderabad (India)          | Medalla de bronce | Dobles mixto     |
| 2013               | Cantón (China)             | Medalla de bronce | Dobles           |
| 2014               | Copenhague (Dinamarca)     | Medalla de bronce | Dobles mixto     |
| 2015               | Yakarta (Indonesia)        | Medalla de plata  | Dobles           |
| 2017               | Glasgow (Reino Unido)      | Medalla de bronce | Dobles           |
| Campeonato Europeo |                            |                   |                  |
| Año                | Lugar                      | Medalla           | Prueba           |
| 2012               | Karlskrona (Suecia)        | Medalla de oro    | Dobles           |
| 2014               | Kazán (Rusia)              | Medalla de oro    | Dobles           |
| 2014               | Kazán (Rusia)              | Medalla de oro    | Dobles mixto     |
| 2016               | La Roche-sur-Yon (Francia) | Medalla de oro    | Dobles           |
| 2016               | La Roche-sur-Yon (Francia) | Medalla de oro    | Dobles mixto     |
| 2017               | Kolding (Dinamarca)        | Medalla de oro    | Dobles           |
| 2017               | Kolding (Dinamarca)        | Medalla de plata  | Dobles mixto     |
| 2018               | Huelva (España)            | Medalla de plata  | Dobles mixto     |